# Josef Tal
Josef Tal   (Pniewy, 18 de setembre de 1910 - Jerusalem, 25 d'agost de 2008) fou un compositor israelià. Va escriure tres òperes hebrees; quatre òperes alemanyes, escenes dramàtiques; sis simfonies; tretze concerts; música de cambra, inclosos tres quartets de corda; obres instrumentals; i composicions electròniques. Es considera un dels pares fundadors de la música d'art israeliana.
Josef Tal va néixer com Josef Grünthal a la ciutat de Pinne (actual Pniewy), a prop de Poznań, l'Imperi alemany (actual Polònia). Poc després del seu naixement, la seva família (pares Ottilie i el rabí Julius Grünthal, i la seva germana gran Grete), es van traslladar a Berlín, on la família gestionava un orfenat privat. El rabí Julius Grünthal fou un docent a l'Institut Superior d'Estudis Jueus (Hochschule für die Wissenschaft des Judentums), especialitzat en filologia de llengües antigues.
La primera trobada de Tal amb la música va ser a la sinagoga, on hi havia un cor i el seu avi va exercir de cantor no professional. Després d'assistir al seu primer concert, va començar a prendre classes de piano. Tal va ser admès a la "Staatliche Akademische Hochschule für Musik" a Berlín i va estudiar amb Max Trapp (piano i composició), Heinz Tiessen (teoria), Max Saal (arpa), Curt Sachs (instrumentació), Fritz Flemming (oboe), Georg Schünemann (història de la música), Charlotte Pfeffer i Siegfried Borries (formació de l'oïda), Siegfried Ochs (cant coral), Leonid Kreutzer (metodologia de piano), i Julius Prüwer (direcció). Paul Hindemith —el seu professor de composició i teoria— el va presentar a Friedrich Trautwein, que va dirigir l'estudi de música electrònica al celler de l'edifici. Tal va completar els seus estudis a l'acadèmia el 1931, i es va casar amb la ballarina Rosie Löwenthal un any després. Va treballar donant classes de piano i acompanyant a ballarins, cantants i pel·lícules mudes.
Les lleis del treball anti-jueu nazis van deixar Tal a l'atur i es va dirigir a estudiar fotografia amb Schule Reimann amb la intenció d'adquirir una professió que el faria elegible per a un "certificat d'immigració" al Mandat britànic de Palestina.
El 1934, la família va emigrar a Palestina amb el seu fill petit Reuven. Tal va treballar com a fotògraf a Haifa i Hadera per poc temps. La família es va traslladar llavors al Kibbutz Beit Alpha i després a Kibbutz Gesher, on Tal tenia la intenció de dedicar el seu temps a la seva música. És difícil adaptar-se a la nova realitat social del kibbutz, la família es va establir a Jerusalem on Tal va establir connexions professionals i socials. Va actuar com a pianista, va donar lliçons de piano i ocasionalment tocava arpa amb la recent fundada Orquestra Palestina. El 1937, la parella es va divorciar.
Tal va acceptar una invitació d'Emil Hauser per ensenyar piano, teoria i composició al Conservatori Palestí, i el 1948 va ser nomenat director de l'Acadèmia de Música i Dansa de Jerusalem a Jerusalem, càrrec que va ocupar fins a 1952. El 1940 Tal es va casar amb l'escultora Pola Pfeffer.

El 1951 Tal va ser nomenat professor de la Universitat hebrea de Jerusalem i professor titular el 1978. El 1961 va establir el Centre de música electrònica a Israel. Va publicar articles acadèmics i va escriure moltes publicacions musicals a l'Enciclopèdia Hebraica. El 1965 va ser nomenat professor sènior i posteriorment president del departament de musicologia de la Universitat hebrea, càrrec que va ocupar fins al 1971. Entre els seus nombrosos alumnes hi ha els compositors Ben-Zion Orgad, Robert Starer, Naomi Shemer, Jacob Gilboa, i Yehuda Sharett, directora Eliahu Inbal, musicòloga Michal Smoira-Cohn, el violoncel·lista Uzi Wiesel, els pianistes Walter Hautzig, Bracha Eden i Jonathan Zak i la soprano Hilde Zadek.
Tal va representar Israel a les conferències de la "International Society for Contemporary Music" (ISCM) i en altres esdeveniments musicals i va assistir a moltes conferències professionals arreu del món. Va ser membre de l'Acadèmia de les Arts de Berlín (Akademie der Künste) i membre de l'Institut d'Estudis Avançats de Berlín (Wissenschaftskolleg zu Berlin).
Fins als anys seixanta, Tal va aparèixer com a pianista i director d'orquestra amb diverses orquestres, però la seva important contribució al món de la música rau en les seves composicions desafiants i en el seu ús nou de la sonoritat. A la dècada de 1990, Tal va realitzar, juntament amb el Dr. Shlomo Markel, un projecte de recerca (Talmark) dirigit al desenvolupament d'un nou sistema de notació musical en cooperació amb el "Technion - Israel Institute of Technology" i Fundació Volkswagen. Durant aquests anys la seva visió es va deteriorar a causa de la Degeneració macular associada a l'edat i naturalment cada cop era més difícil continuar component. Utilitzant una pantalla d'ordinador per ampliar la partitura musical, va aconseguir compondre obres musicals breus per a pocs instruments, escriure la seva tercera autobiografia i completar la seva visió anàlisi de la música futura. El cicle complet de les seves simfonies dirigides per Israel Yinon es va publicar amb el segell alemany CPO.
Josef Tal va morir a Jerusalem. Està enterrat a Kibbutz Ma'ale HaHamisha, a prop de Jerusalem. Part del seu llegat d'arxius es porta a terme a la Biblioteca Nacional d'Israel a Jerusalem. Gairebé totes les obres de Tal són publicades per l'Israel Music Institute (IMI).